# Fabryka Okładzin Ciernych FOMAR w Markach k/Warszawy
Fabryka Okładzin Ciernych FOMAR w Markach k/Warszawy – polska fabryka zajmująca się produkcją okładzin ciernych sprzęgłowych i hamulcowych dla potrzeb przemysłu motoryzacyjnego.

## Historia
W latach 30. ubiegłego stulecia powstał niewielki zakład produkcyjny w położonej niedaleko podwarszawskich Marek wsi Pustelnik. W znacjonalizowanym po wojnie zakładzie w 1956 r. ruszyła produkcja okładzin ciernych. W 1975 roku  został wybudowany nowy zakład wyposażony w linie technologiczne oparte na licencji niemieckiej firmy Textar. 03.04.1997 roku firma została sprzedana duńskiemu A/S Roulunds Fabriker, odkąd nosi nazwę Fomar Roulunds SA. W 2004 roku fabryka została przejęta przez A/S Borg Automotive. 1 sierpnia 2012 r. amerykańskie MAT Holdings Inc. nabywa markę Fomar Friction zaś fabryka w Markach pod nazwą Marki Friction S.A. zostaje postawiona w stan likwidacji.